# Metuloidea
Metuloidea is een geslacht van schimmels behorend tot de familie Steccherinaceae. De typesoort is Metuloidea tawa.

## Soorten
Volgens Index Fungorum telt het geslacht zes soorten (peildatum april 2022):
| Soortnaam                | Auteur(s)                                       | Publicatiejaar |
| ------------------------ | ----------------------------------------------- | -------------- |
| Metuloidea cinnamomea    | (Iturr. & Ryvarden) Miettinen & Ryvarden        | 2016           |
| Metuloidea fragrans      | (A. David & Tortic) Miettinen                   | 2016           |
| Metuloidea murashkinskyi | (Burt) Miettinen & Spirin                       | 2016           |
| Metuloidea reniformis    | (Berk. & M.A. Curtis) Westphalen & Motato-Vásq. | 2021           |
| Metuloidea rhinocephala  | (Berk.) Miettinen                               | 2016           |
| Metuloidea tawa          | (G. Cunn.) G. Cunn.                             | 1965           |